# STM32

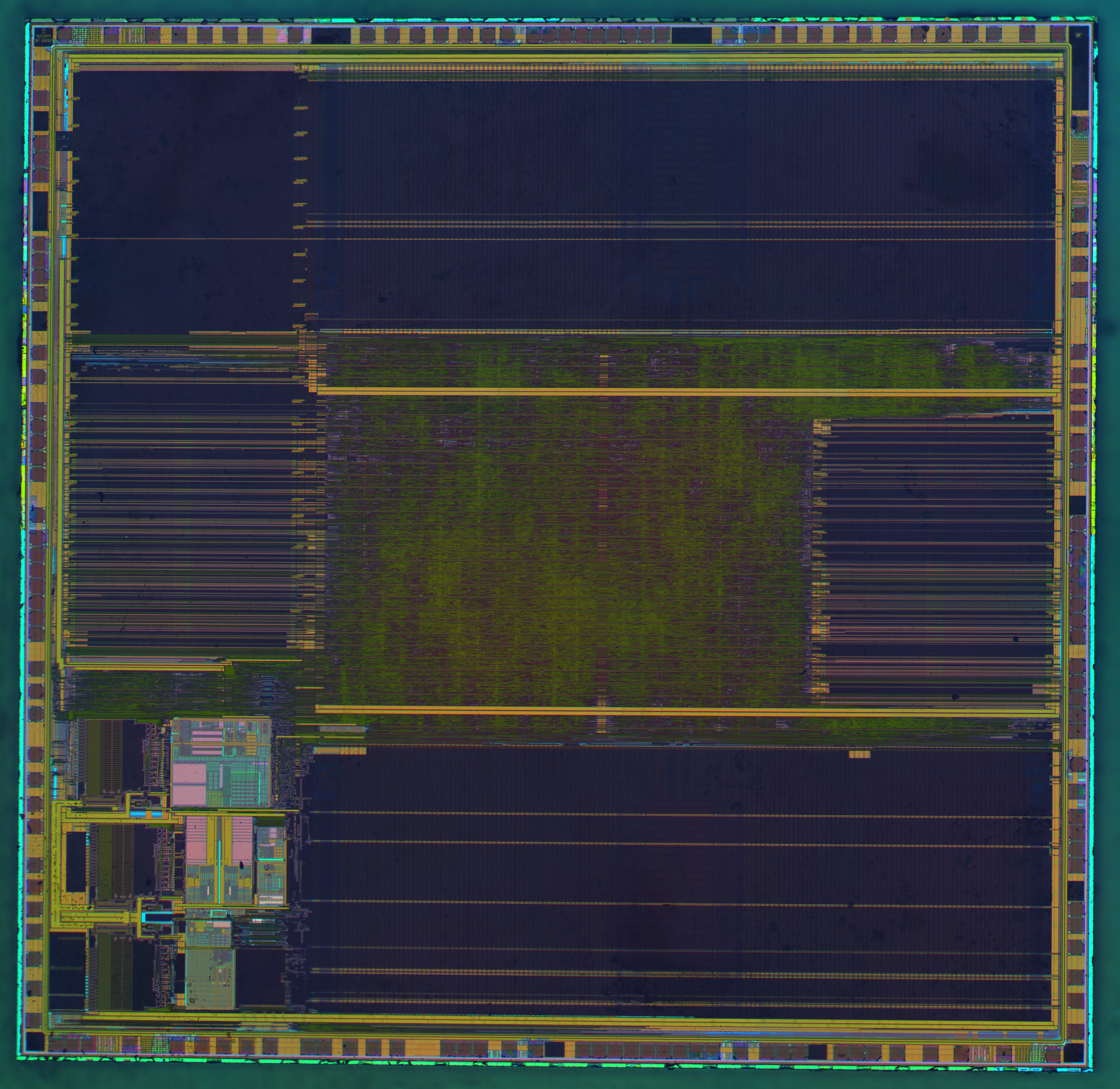
STM32F103VGT6

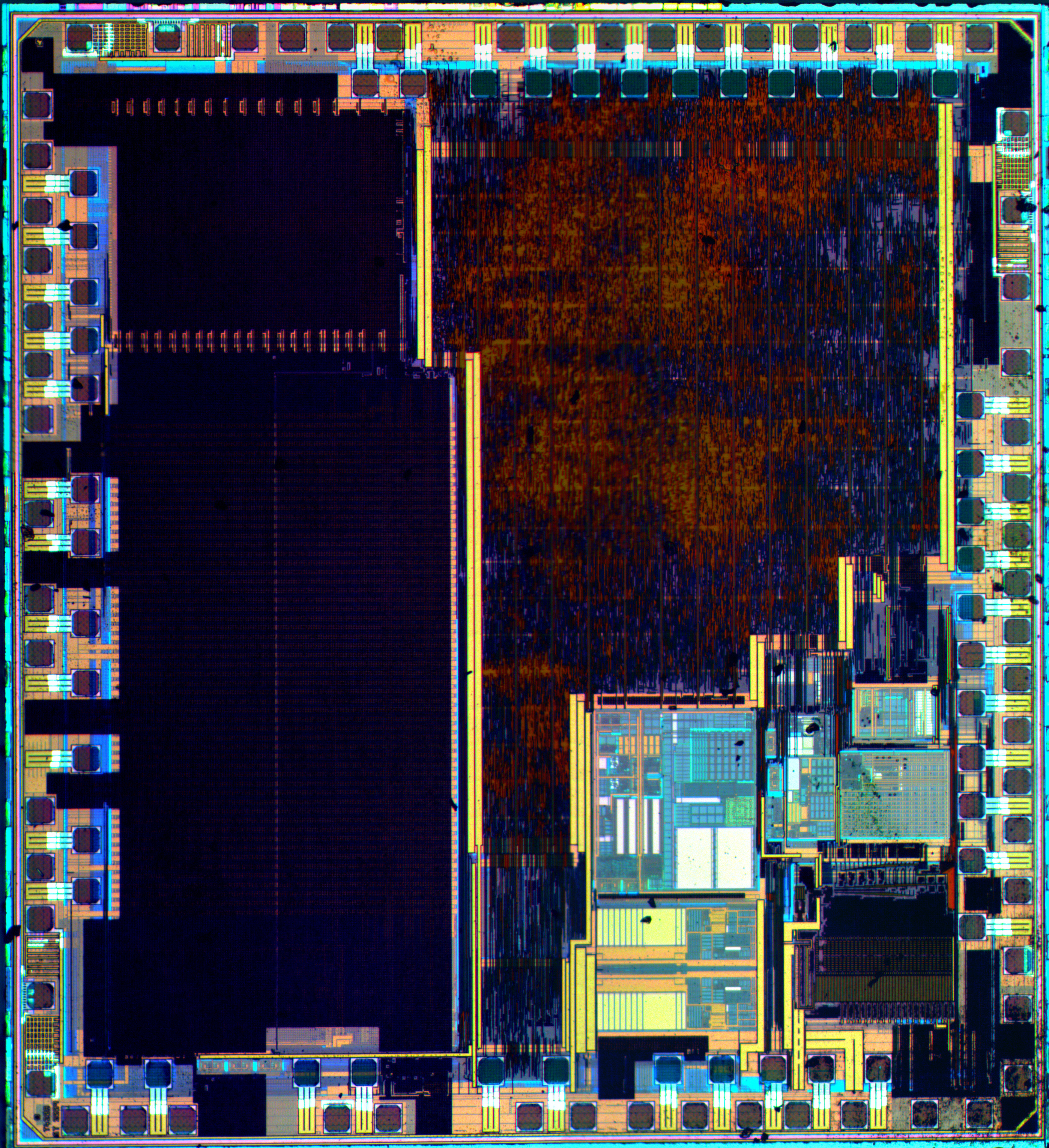
STM32F100C4T6B

STM32 é uma família de microcontroladores de 32 bits produzidos pela STMicroelectronics. Os chips STM32 são agrupados em séries relacionadas que são baseados em torno do mesmo núcleo do processador ARM de 32 bits, como o Cortex-M7, Cortex-M4F, Cortex-M3, Cortex-M0 +, ou Cortex-M0. Internamente, cada microcontrolador consiste do núcleo do processador, memória RAM estática, memória flash, interface de depuração, e vários periféricos.

## Placas de desenvolvimento
Foram criadas placas compatíveis com a pinagem do Arduino Uno com microcontroladores STM32. 
- Maple criada pela Leaflabs tem um microcontrolador STM32F103RB. Uma biblioteca C / C ++ chamado libmaple está disponível para torná-lo mais fácil de migrar do Arduino.[2]
- placa OLIMEXINO-STM32 por Olimex tem um microcontrolador STM32F103RBT6.[3]

STM32 Official Documents
| STM32 Series | STM32 Website | STM32 Slides | STM32 Reference          | ARM CPU Core |
| ------------ | ------------- | ------------ | ------------------------ | ------------ |
| F7           | Link          | n/a          | n/a                      | Cortex-M4F   |
| F4           | Link          | Slides       | F4x5/7/9, F401           | Cortex-M4F   |
| F3           | Link          | n/a          | F37x / F38x, F30x / F31x | Cortex-M4F   |
| F2           | Link          | Slides       | F20x / F21x              | Cortex-M3    |
| F1           | Link          | Slides       | F101/2/3/5/7 F100        | Cortex-M3    |
| F0           | Link          | n/a          | F0x1/2/8, F030           | Cortex-M0    |
| L4           | Link          | .            | .                        | Cortex-M4F   |
| L1           | Link          | Slides       | L1xx                     | Cortex-M3    |
| L0           | Link          | n/a          | L0xx                     | Cortex-M0+   |
| W            | Link          | n/a          | n/a                      | Cortex-M3    |
ARM Official Documents
Other
- STM32 Communities: Primer
- STM32 USART bus: Article 1, Article 2, Article 3
- STM32 SPI bus: Article 1
- STM32 ADC: Article 1
- STM32 Bit Band Memory: Article 1
- Libraries: ARM CMSIS, libopencm3